# Heliconius lydia
Heliconius lydia är en fjärilsart som beskrevs av Heinrich Neustetter 1926. Heliconius lydia ingår i släktet Heliconius och familjen praktfjärilar. Inga underarter finns listade i Catalogue of Life.